# Reichweiler
Reichweiler település Németországban, Rajna-vidék-Pfalz tartományban. Lakosainak száma 547 fő (2023. december 31.).

## Népesség
A település népességének változása:
| Lakosok száma | 521  | 542  | 533  | 528  | 530  | 547  |
|               | 1975 | 2017 | 2019 | 2021 | 2022 | 2023 |